# Hans Blume
Henri Johan Blume, detto Hans, (16 novembre 1887 – Melbourne, 5 gennaio 1978), è stato un calciatore olandese, di ruolo attaccante.

## Carriera
A livello di club, Blume ha giocato tra le file del Quick 1888.
Ha giocato anche una partita con la maglia della nazionale olandese il 1º aprile 1907 a L'Aia contro l'Inghilterra, dove ha segnato l'unico goal della sua squadra.

## Statistiche

### Cronologia presenze e reti in Nazionale
| Cronologia completa delle presenze e delle reti in nazionale ― Paesi Bassi | Cronologia completa delle presenze e delle reti in nazionale ― Paesi Bassi | Cronologia completa delle presenze e delle reti in nazionale ― Paesi Bassi | Cronologia completa delle presenze e delle reti in nazionale ― Paesi Bassi | Cronologia completa delle presenze e delle reti in nazionale ― Paesi Bassi | Cronologia completa delle presenze e delle reti in nazionale ― Paesi Bassi | Cronologia completa delle presenze e delle reti in nazionale ― Paesi Bassi | Cronologia completa delle presenze e delle reti in nazionale ― Paesi Bassi |
| Data                                                                       | Città                                                                      | In casa                                                                    | Risultato                                                                  | Ospiti                                                                     | Competizione                                                               | Reti                                                                       | Note                                                                       |
| -------------------------------------------------------------------------- | -------------------------------------------------------------------------- | -------------------------------------------------------------------------- | -------------------------------------------------------------------------- | -------------------------------------------------------------------------- | -------------------------------------------------------------------------- | -------------------------------------------------------------------------- | -------------------------------------------------------------------------- |
| 1-4-1907                                                                   | L'Aia                                                                      | Paesi Bassi                                                                | 1 – 8                                                                      | Inghilterra                                                                | Amichevole                                                                 | 1                                                                          | L'Inghilterra è scesa in campo con la nazionale dilettanti                 |
| Totale                                                                     |                                                                            | Presenze                                                                   | 1                                                                          |                                                                            | Reti                                                                       | 1                                                                          |                                                                            |